# Genevrey
Genevrey település Franciaországban, Haute-Saône megyében. Lakosainak száma 245 fő (2022. január 1.). Genevrey Brotte-lès-Luxeuil, Adelans-et-le-Val-de-Bithaine, Betoncourt-lès-Brotte, Châteney, Dambenoît-lès-Colombe, Saulx és Servigney községekkel határos.

## Népesség
A település népességének változása:
| Lakosok száma | 242  | 244  | 251  | 243  | 241  | 238  | 247  | 245  | 245  |
|               | 2013 | 2015 | 2016 | 2017 | 2018 | 2019 | 2020 | 2021 | 2022 |